# Royal Northern College of Music
Royal Northern College of Music – wyższa uczelnia muzyczna w Manchesterze.

## Historia
Uczelnię powołano w 1973 łącząc Royal Manchester College of Music i Northern School of Music.

## Polscy wykładowcy
- Bronisław Gimpel
- Ryszard Bakst – prowadził klasę fortepianu w latach 1969–1999. W 1973 roku przyczynił się do odsłonięcia w hallu College'u pomnika Fryderyka Chopina dłuta Ludwiki Nitschowej, który upamiętniał 125. rocznicę pobytu kompozytora w Manchesterze.

## Absolwenci
- Eduard Kunc
- Bernard Longley
- Rosalind Plowright
- John O’Hara z Jethro Tull
- Don Airey z Deep Purple